# Lily Adams
Lily Adams (Cleveland, Misisipi; 7 de julio de 1996) es una actriz pornográfica y modelo erótica estadounidense.

## Biografía
Nació en Misisipi en julio de 1996. Apenas abandonado el instituto, comenzó a trabajar en diversos puestos temporales como camarera de turno de noche en Cleveland. Posteriormente se marchó hasta el Valle de San Fernando (California), donde probó suerte en la industria del entretenimiento para adultos.
Comenzaron a llegarle ofertas de agente para grabar sus primeras escenas, decidiendo debutar como actriz pornográfica en 2016, con apenas 19 años. Ha trabajado con productoras como Naughty America, Adam & Eve, Evil Angel, Girlfriends Films, Jules Jordan Video, New Sensations, Digital Playground, Reality Kings, Mofos, Brazzers, Hard X, Girlsway o Sweetheart Video, entre otras.
Uno de los primeros papeles en los que destacó, por su actuación y trama, fue la producción de 2017 de Sweetheart Video Confessions of a Sinful Nun, codirigida por Dana Vespoli y Ricky Greenwood, y en la que Lily compartió plantel con Charlotte Stokely, Mona Wales, Nina Hartley, Darcie Dolce, Lea Lexis, Penny Pax y Riley Nixon. La cinta, que fue un éxito crítico y comercial llegó a recibir varias nominaciones en las principales categorías de los Premios XBIZ y AVN en 2018.
En octubre de 2018 grabó su primera escena de sexo anal con Mike Adriano para el estudio True Anal, con la escena Marley and Lily Play Well Together.
A finales de ese año, denunció a través de su cuenta en Twitter el acoso, la intimidación y el abuso sexual por parte del director Alan Assault en 2016, pocos meses después debutar como actriz. En su denuncia, expuso cómo abusó sexualmente de ella, mientras "seguía llorando y él continuaba, ni siquiera se fijó en mi dolor [...] creo que es tiempo de que alguien lo diga, porque he escuchado los casos de otras chicas que han tenido problemas con él". Pocos días más tarde, la cineasta Bree Mills, CEO de Gamma Films y de la subsidiaria Girlsway, compañías para la que trabajaba Assault, confirmó la apertura de una investigación interna para aclarar el caso de Adams y conocer si había habido más denuncias por abusos, llevando consigo a la creación de un código ético para todo el personal de la empresa.
Assault fue despedido e intentó, dos meses después de conocerse la noticia, defenderse publicando en Twitter mensajes de texto intercambiados con Lily Adams, aduciendo que "las acusaciones hechas en mi contra son completamente falsas e infundadas [...] El encuentro sexual entre ella y yo no sólo fue 100 % consensuado, sino que las circunstancias en las que tuvo lugar fueron tergiversadas".
En 2019 recibió sus dos primeras nominaciones en los Premios AVN, siendo estas en las categorías de Mejor escena de sexo lésbico por School's Out, junto a Kristen Scott, y a la Mejor escena de sexo en realidad virtual por Christmas Bonus.
Ha grabado más de 370 películas.

## Premios y nominaciones
| Año  | Ceremonia                   | Resultado | Premio                                         | Trabajo         |
| ---- | --------------------------- | --------- | ---------------------------------------------- | --------------- |
| 2019 | Premios AVN                 | Nominada  | Mejor escena de sexo lésbico                   | School's Out    |
| 2019 | Premios AVN                 | Nominada  | Mejor escena de sexo en realidad virtual       | Christmas Bonus |
| 2019 | Spank Bank Awards           | Nominada  | Aerola of the Gods                             | —               |
| 2019 | Spank Bank Awards           | Nominada  | Most Fuckable Feet                             | —               |
| 2019 | Spank Bank Awards           | Nominada  | Slutty Step Sister / Step Daughter of the Year | —               |
| 2019 | Spank Bank Technical Awards | Ganadora  | Best Airplane Bathroom Buttplug Performance    | —               |
| 2019 | Spank Bank Technical Awards | Ganadora  | Most Likely To Be Banned From 7 Eleven         | —               |
| 2019 | Premios Urban X             | Nominada  | Orgasmic Oralist                               | —               |
| 2019 | Premios Urban X             | Nominada  | Rising Star: Female                            | —               |